# Bolgár Államvasutak

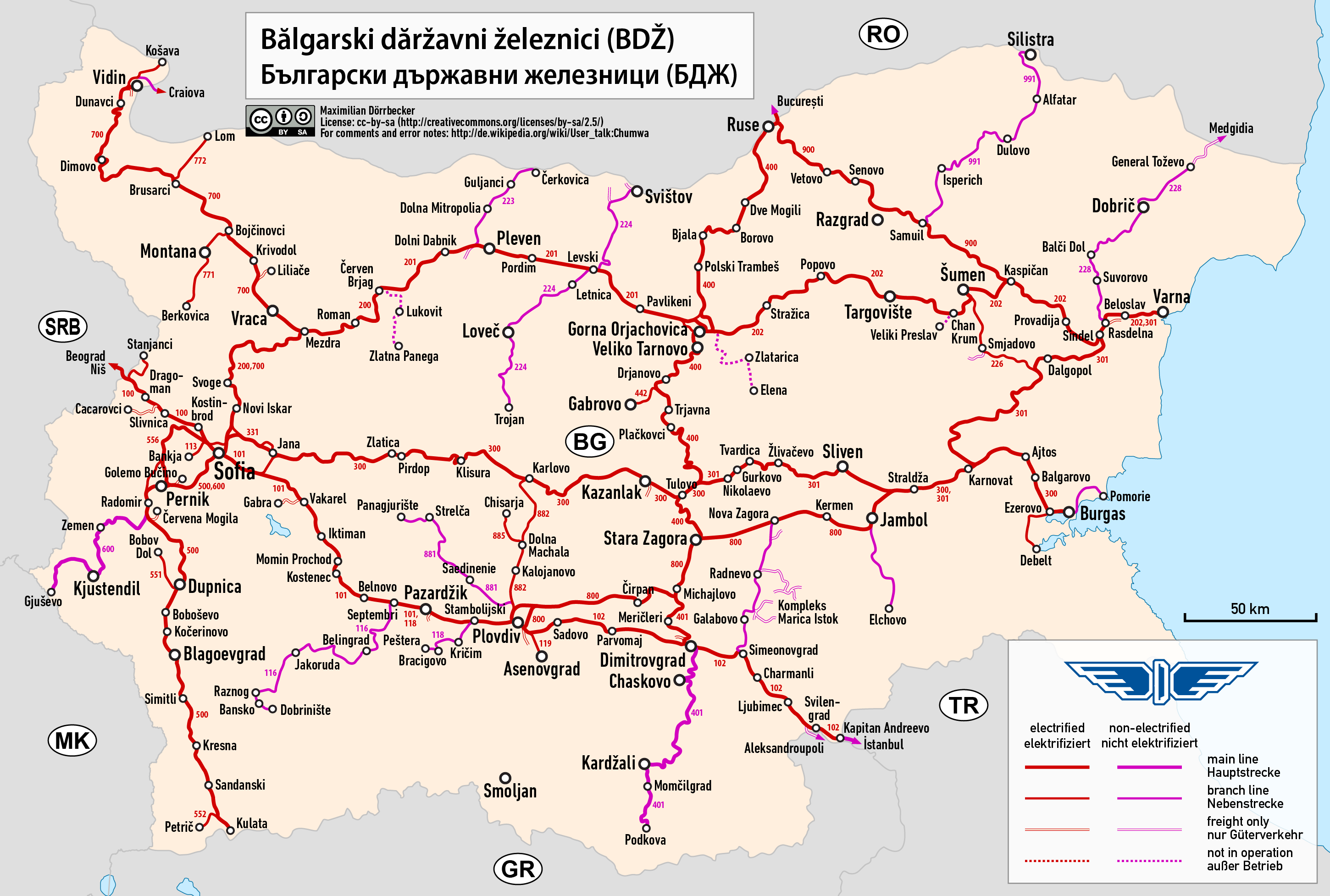
Bulgária vasúti térképe

A BDŽ (bolgárul Български държавни железници (ejtsd: Balgarszki darzsavni zseleznici) – БДЖ (ejtsd: BDZs)) Bulgária államvasútja.
A pálya hossza 3886 km, normál nyomtávú, ebből 2800 km villamosított 25 kV 50 Hz-el.
Hozzá tartozik még 126 km hosszú kisvasút is, amely 760 mm nyomtávú, nem villamosított.

## Története
2011-ben az Európai Bizottság hozzájárult, hogy a bolgár kormány a Bolgár Államvasutak számára 174 millió amerikai dollár tőkét juttasson. A Bizottság azért támogatta a javaslatot, mivel ez csak egy hat hónapos likviditási problémát segít áthidalni, a hitelezők kifizetését, a gördülőállomány üzembetartását, és a nagyon rossz állapotban lévő pálya hálózat rekonstrukciója folytatását teszi lehetővé. A Bizottság egyetértett a BDŽ megmentésével, mivel a társaság hirtelen megszűnése az egész gazdaságot megrendítheti, jelentette ki az EC elnökhelyettese, Joaquin Almunia. 2010 decemberében a bolgár közlekedési miniszter aláírt egy memorandumot a Világbankkal, mely a BDŽ számára 460 millió Bolgár leva kölcsönt nyújt, és további 140 milliót a Nemzeti Infrastruktúra Társaság számára. A kölcsönök a BDŽ által elhatározott reformok megvalósítási ütemével összhangban kerülnek átutalásra. A BDŽ kijelentette, hogy 2010-ben az előző évhez képest csökkent a deficitje, és hasonló haladás érhető el ez évben is. A Világbank nagyon ambiciózus tervnek minősítette a BDŽ reform terveit.

## Teljesítménye
A BDŽ 2006-ban 34,65 millió utast szállított, 3%-kal többet, mint 2005-ben. Áruszállítási teljesítménye 21,3 millió tonna volt, ez 5%-kal több, mint az előző évben.

## Járművek

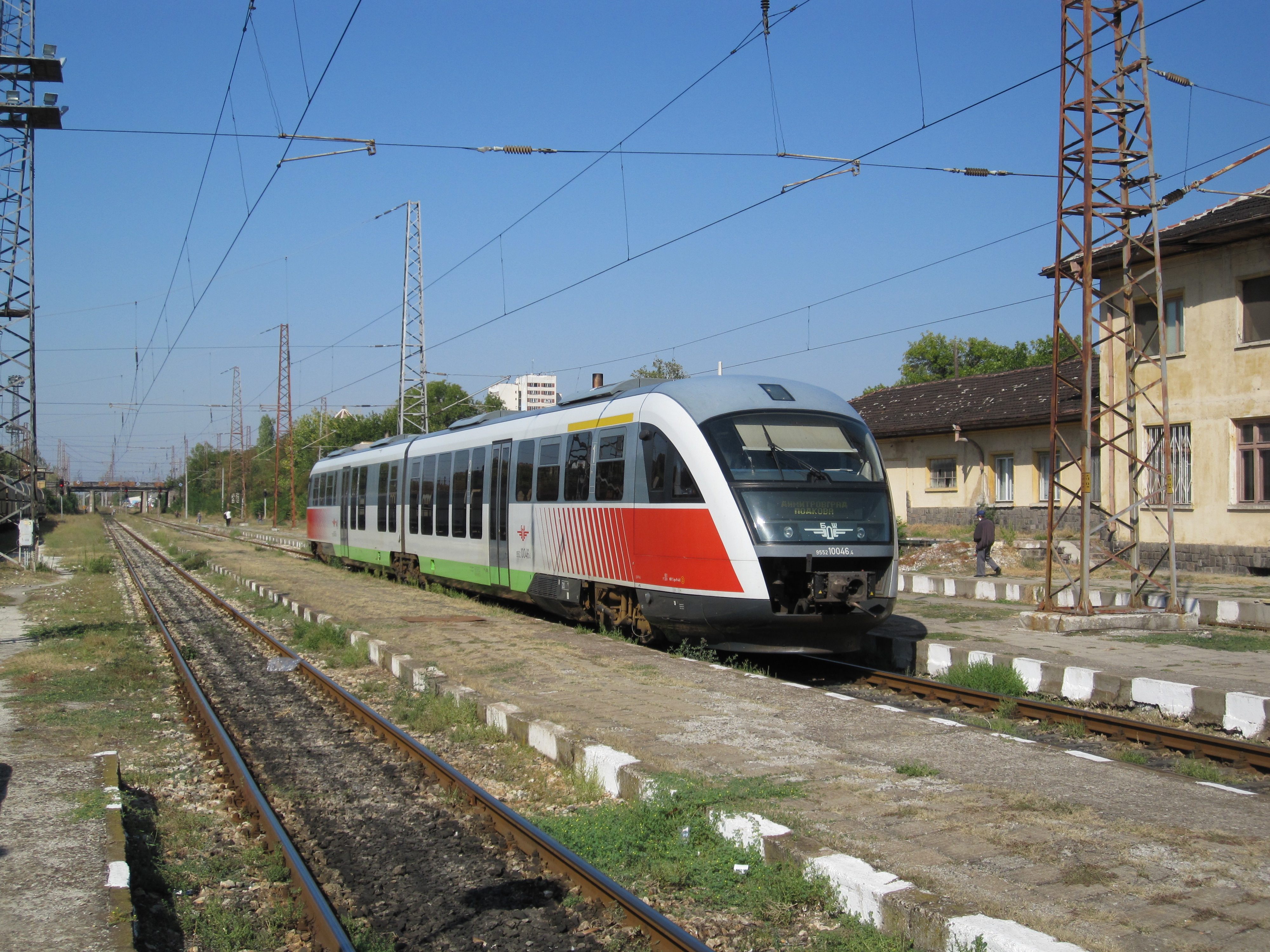
Egy bolgár Desiro

| Darabszám | Típus                                        | Gyártás éve | Maximális sebesség | Pályaszám                   |
| --------- | -------------------------------------------- | ----------- | ------------------ | --------------------------- |
| 45        | Electroputere Craiova LE5100 villamosmozdony | 1986–1987   |                    | 46-os sorozat               |
| 15        | Siemens Desiro villamos motorvonat           | 2007        |                    | 30-as sorozat (háromrészes) |
| 10        | Siemens Desiro villamos motorvonat           | 2008        |                    | 31-as sorozat (négyrészes)  |
| 10        | Siemens Smartron                             | 2021        | 160 km/h           | [ 2 ]                       |